# 暁星幼稚園 (東京都)
暁星幼稚園（ぎょうせいようちえん）は、東京都千代田区にある私立幼稚園。

## 概要
1969年（昭和44年）、『キリスト教の理念に基づく教育により、 人格の完成をめざすと共に社会の福祉に努める人物を育成すること』を建学の精神として設立。幼小中高一貫教育を実施している。

## 沿革
- 1888年（明治21年） カトリックマリア会の5人の宣教師により、東京京橋区築地に暁星学校として開校。
- 1890年（明治23年） 現在地に移転、暁星小学校設立。
- 1899年（明治32年） 暁星中学校設立。
- 1947年（昭和22年） 学校法人暁星学園認可。
- 1948年（昭和23年） 暁星高等学校設立。
- 1969年（昭和44年） 暁星幼稚園設立。
- 1988年（昭和63年） 創立100周年記念式典挙行。
- 2000年（平成12年） 新園舎落成。

## 交通アクセス
- JR飯田橋駅西口より徒歩10分
- 東京地下鉄・東京都交通局九段下駅1番出口より徒歩5分

## 姉妹校
- 海星学園
- 大阪明星学園
- 札幌光星学園

※千葉県の学校法人暁星国際学園とは名称が類似するものの、本園との関係はなく交流もない。

## 著名な出身者
- 三浦崇宏（PRプランナー、株式会社GO代表・クリエイティブディレクター）